# Блайндорф
Блайндорф (нем. Blaindorf) — коммуна (нем. Gemeinde) в Австрии, в федеральной земле Штирия. 
Входит в состав округа Хартберг.  Население составляет 675 человек (на 31 декабря 2005 года). Занимает площадь 10,55 км². Официальный код  —  60 701.

## Политическая ситуация
Бургомистр коммуны — Руперт Пёц (АНП) по результатам выборов 2005 года.
Совет представителей коммуны (нем. Gemeinderat) состоит из 9 мест.
- АНП занимает 6 мест.
- СДПА занимает 2 места.
- АПС занимает 1 место.